# Piper ootacamundense
Piper ootacamundense är en pepparväxtart som beskrevs av C. Dc.. Piper ootacamundense ingår i släktet Piper och familjen pepparväxter. Inga underarter finns listade i Catalogue of Life.